# Marvin Loría
Marvin Antonio Loría Leitón (ur. 24 kwietnia 1997 w San José) – kostarykański piłkarz występujący na pozycji skrzydłowego, reprezentant Kostaryki, od 2019 roku zawodnik amerykańskiego Portland Timbers.